# Michel Simon
Michael Simon (9 de abril de 1895 – 30 de mayo de 1975) fue un actor teatral, cinematográfico y televisivo suizo. Fue conocido por sus papeles en películas como La chienne (1931), Boudu salvado de las aguas (1932), L'Atalante (1934), Le Quai des brumes (1938) y El tren (1964). El actor François Simon era su hijo.

## Biografía

### Inicios
Nacido en Ginebra, Suiza, e hijo de un fabricante de salchichas y una ama de casa, Simon dejó pronto a su familia y su ciudad para ir a París, Francia, donde residió en el Hotel Renaissance, en Montmartre. Para ganarse la vida trabajó en diferentes oficios, dando incluso lecciones de boxeo o vendiendo encendedores de contrabando. Además, era un ávido lector, siendo su autor preferido Georges Courteline.
Sus inicios artísticos en el año 1912 eran modestos, trabajando como ilusionista, payaso y comediante acróbata en un show de bailarines llamado "Ribert's and Simon's", y que se representaba en el Casino de Montreuil.
Reclutado por el Ejército Suizo en 1914, él se describía como insubordinado. Además, en esa época contrajo una tuberculosis. En 1915, estando de permiso, vio la actuación de Georges Pitoëff, en francés, en el Théâtre de la Comédie de Ginebra en la obra Hedda Gabler. En ese momento decidió hacerse actor, pero tuvo que esperar a 1920 antes de hacer su primera y breve actuación teatral, con la compañía de Pitoëff, hablando tres líneas en la obra de Shakespeare Medida por medida. 
En esa época trabajó también como fotógrafo de la compañía. Fue descubierto como actor interpretando un papel de reparto en la pieza de George Bernard Shaw Androcles y el león. En 1922 su compañía teatral se trasladó a París, actuando en el Teatro de los Campos Elíseos.
Al siguiente año dejó dicho teatro y trabajó como actor de bulevar en obras de vodevil de Tristan Bernard, Marcel Achard y Yves Mirande. Marcel Achard le presentó a Charles Dullin, con cuya compañía de teatro actuó en la obra Je ne vous aime pas, acompañando a Valentine Tessier. Él también actuó en comedias musicales como Le Bonheur, mesdames y Les Joies du Capitole, escritas por Albert Willemetz.

### Últimos años
Louis Jouvet, que había reemplazado a Pitoëff, le contrató para volver a actuar en el Teatro de los Campos Elíseos. Simon tuvo una exitosa actuación con Jean de la Lune, una obra de Marcel Achard. Su inimitable talento transformó su personaje secundario Cloclo en el gran atractivo de la obra. Indisciplinado y deseando ser el centro de la atención, Michel Simon consiguió enemistarse con Jouvet.
Su carrera teatral prosiguió con éxito, interpretando a un amplio repertorio de autores: Shakespeare, George Bernard Shaw, Luigi Pirandello, Oscar Wilde, Édouard Bourdet, o Henri Bernstein, actuando en un total de 55 piezas entre 1920 y 1965, y 101 desde 1965 a 1975.
Pero fue en el cine donde alcanzó el estrellato. Su primera actuación para la pantalla llegó con Feu Mathias Pascal, bajo dirección de Marcel L'Herbier. Poco después, trabajó en La vocation d'André Carel, film dirigido por Jean Choux.
Iniciado en el cine mudo, aprovechó con talento su personal rostro, aunque sin caer en la gesticulación exagerada. Gracias a su fealdad, hizo un amplio abanico de personajes, consiguiendo la simpatía del público, como ocurrió en Boudu salvado de las aguas.
Entre las cintas en las que trabajó Simon figura la dirigida por Carl Theodor Dreyer en 1928 La pasión de Juana de Arco. Así mismo, fue intérprete de producciones de Jean Renoir (La chienne, Boudu salvado de las aguas), Jean Vigo (L'Atalante) y Marcel Carné (Le Quai des brumes, Drôle de drame).
Su carrera cinematográfica se vio impulsada con la llegada del cine sonoro, medio en el cual, al igual que en el teatro, sacó partido a su elocución y a su voz grave, interpretando con talento comedias, dramas y tragedias.
En los años 1950 él tuvo que frenar sus actividades a causa de un accidente con un tinte de maquillaje que le produjo una parálisis parcial.
En el año 1967 ganó el Oso de Plata a la mejor interpretación masculina en el Festival Internacional de Cine de Berlín gracias a su papel en Le Vieil Homme et l'Enfant, film dirigido por Claude Berri.
Michel Simon falleció en 1975 en Bry-sur-Marne, Francia, a causa de una embolia pulmonar. Tenía 80 años de edad. Cumpliendo con su última voluntad, fue enterrado en el Cementerio de Grand-Lancy, en Suiza, al lado de sus padres.

### Vida privada

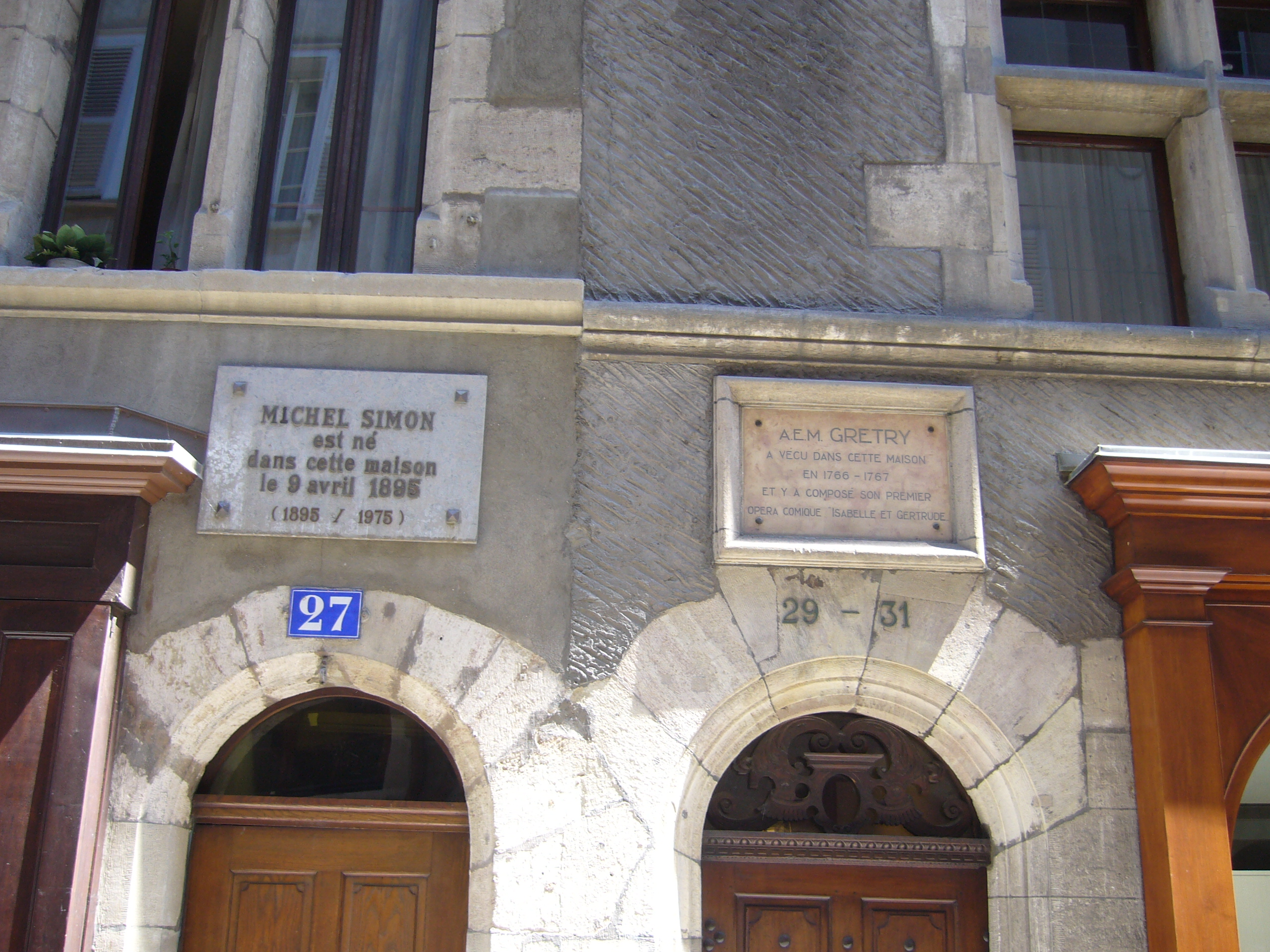
Placa en el lugar de nacimiento de Michel Simon en Ginebra

Simon fue buen amigo de Madame Claude, dueña de un burdel de élite, que decía de él que era uno de sus “probadores”: él "probaba" a sus nuevas chicas. Conocido aficionado a la pornografía, Michel Simon poseía una colección de más de 100.000 objetos relacionados con el sexo, y que su hijo dispersó mediante numerosas ventas llevadas a cabo tras la muerte del actor. Además, era un gran aficionado a las prostitutas, y frecuentó burdeles famosos como One-Two-Two o Le Sphinx.
Simon decía que prefería "vivir con animales que con humanos". Residió largo tiempo en una especie de casa bohemia en Noisy-le-Grand, cerca de París, en la que conservaba su colección erótica. Construyó unas alambradas en el exterior, y permitía que sus monos deambularan libremente por el lugar.

## Teatro
- 1920 : Les Ratés, de Henri-René Lenormand, escenografía de Georges Pitoëff, sala comunal de Plainpalais
- 1920 : Medida por medida, de William Shakespeare, escenografía de Georges Pitoëff
- 1920 : Los bajos fondos, de Máximo Gorki, escenografía de Georges Pitoëff, sala comunal de Plainpalais
- 1921 : Androclès et le Lion, de George Bernard Shaw, escenografía de Georges Pitoëff, sala comunal de Plainpalais
- 1921 : Celui qui reçoit les gifles, de Leonid Andréiev, escenografía de Georges Pitoëff, Théâtre Moncey
- 1922 : Les Ratés, de Henri-René Lenormand, escenografía de Georges Pitoëff, Teatro de los Campos Elíseos
- 1922 : Los bajos fondos, de Máximo Gorki, escenografía de Georges Pitoëff, Teatro de los Campos Elíseos
- 1923 : Mademoiselle Bourrat, de Claude Anet, escenografía de Georges Pitoëff, Teatro de los Campos Elíseos
- 1923 : Monsieur Le Trouhadec saisi par la débauche, de Jules Romains, escenografía de Louis Jouvet, Teatro de los Campos Elíseos
- 1923 : Seis personajes en busca de autor, de Luigi Pirandello, escenografía de Georges Pitoëff, Teatro de los Campos Elíseos
- 1926 : Comme-ci (ou comme-ça), de Luigi Pirandello, escenografía de Georges Pitoëff, Théâtre Hébertot
- 1926 : Et dzim la la..., de Marcel Achard, escenografía de Georges Pitoëff, Théâtre des Arts
- 1926 : Jean Le Maufranc, de Jules Romains, escenografía de Georges Pitoëff, Théâtre des Arts
- 1926 : Au grand large, a partir de Sutton Vane, escenografía de Jouvet, Teatro de los Campos Elíseos
- 1927 : El inspector general, de Nikolái Gógol, escenografía de Louis Jouvet, Teatro de los Campos Elíseos
- 1927 : Léopold le bien-aimé, de Jean Sarment, escenografía de Louis Jouvet, Teatro de los Campos Elíseos
- 1928 : Le Coup du 2 décembre, de Bernard Zimmer, escenografía de Louis Jouvet, Teatro de los Campos Elíseos
- 1928 : Siegfried, de Jean Giraudoux, escenografía de Louis Jouvet, Teatro de los Campos Elíseos
- 1928 : Le Cercle, de William Somerset Maugham, escenografía de Lucien Rozenberg, Espace Cardin
- 1929 : Suzanne, de Steve Passeur, escenografía de Louis Jouvet, Teatro de los Campos Elíseos
- 1929 : Jean de la Lune, de Marcel Achard, escenografía de Louis Jouvet, Teatro de los Campos Elíseos
- 1929 : Amphitryon 38, de Jean Giraudoux, escenografía de Louis Jouvet, Teatro de los Campos Elíseos
- 1932 : 145, Wall Street, de George S. Brooks y Walter B. Lister, Théâtre du Gymnase Marie-Bell
- 1933 : Le Bonheur, de Henri Bernstein, escenografía del autor, Théâtre du Gymnase Marie-Bell
- 1933 : Le Cercle, de William Somerset Maugham, escenografía de Lucien Rozenberg, Théâtre des Ambassadeurs
- 1934 : Le Bonheur, mesdames, de Francis de Croisset y Albert Willemetz, Théâtre des Bouffes-Parisiens
- 1935 : Hommage des acteurs à Pirandello: Seis personajes en busca de autor, de Luigi Pirandello, Théâtre des Mathurins
- 1935 : Les Joies du Capitole, de Jacques Bousquet y Albert Willemetz, Théâtre de la Madeleine
- 1935 : La Revue des Nouveautés, de Rip, Théâtre des Nouveautés
- 1936 : Fric-Frac, de Édouard Bourdet, Théâtre de la Michodière
- 1944 : Le Portier du paradis, de Eugen Gerber, escenografía de Henri Beaulieu, Théâtre Pigalle
- 1948 : Marqué défendu, de Marcel Rosset, escenografía de Charlie Gerval, Théâtre des Célestins
- 1950 : Fric-Frac, de Édouard Bourdet, escenografía de Simone Berriau, Théâtre Antoine y Théâtre des Célestins
- 1955 : Charmante Soirée, de Jacques Deval, escenografía del autor, Théâtre des Variétés
- 1959 : Théodore cherche des allumettes y Boubouroche, de Georges Courteline, escenografía de Georges Chamarat, gira
- 1960 : Théodore cherche des allumettes y Boubouroche, de Georges Courteline, escenografía de Georges Chamarat, Théâtre des Célestins
- 1961 : Alcool, de Jacques Robert, escenografía de Christian-Gérard, théâtre de l'ABC
- 1964 : Charmante Soirée, de Jacques Deval, escenografía del autor, Théâtre des Variétés
- 1965 : Du vent dans les branches de sassafras, de René de Obaldia, escenografía de René Dupuy, Théâtre Gramont
- 1967 : Du vent dans les branches de sassafras, de René de Obaldia, escenografía de René Dupuy, Théâtre des Célestins

## Filmografía

### Cine
- 1924 : La Galerie des monstres, de Jaque Catelain y Marcel L'Herbier
- 1925 : La Vocation d'André Carel, de Jean Choux
- 1925 : Feu Mathias Pascal, de Marcel L'Herbier
- 1926 : L'Inconnue des six jours,[6] de René Sti
- 1927 : Casanova, de Alexandre Volkoff
- 1928 : Tire-au-flanc, de Jean Renoir
- 1928 : La pasión de Juana de Arco, de Carl Theodor Dreyer
- 1929 : Pivoine,[7] de André Sauvage
- 1930 : L'Enfant de l'amour, de Marcel L'Herbier
- 1931 : On purge bébé, de Jean Renoir
- 1931 : La Chienne, de Jean Renoir
- 1931 : Baleydier, de Jean Mamy
- 1931 : Jean de la Lune, de Michel Simon (firmado por Jean Choux)
- 1932 : Boudu salvado de las aguas, de Jean Renoir
- 1933 : Miquette et sa mère, de Henri Diamant-Berger, D. B. Maurice y Henri Rollan
- 1933 : Léopold le bien-aimé, de Arno-Charles Brun
- 1933 : Du haut en bas, de Georg Wilhelm Pabst
- 1934 : Lac aux dames, de Marc Allégret
- 1934 : Le Bonheur, de Marcel L'Herbier
- 1934 : L'Atalante, de Jean Vigo
- 1935 : Le Bébé de l'escadron, de René Sti
- 1935 : Amants et Voleurs, de Raymond Bernard
- 1935 : Adémaï au Moyen Âge, de Jean de Marguenat
- 1936 : Sous les yeux d'Occident, de Marc Allégret
- 1936 : Moutonnet, de René Sti
- 1936 : Le Mort en fuite, de André Berthomieu
- 1936 : Les Jumeaux de Brighton, de Claude Heymann
- 1936 : Jeunes filles de Paris, de Claude Vermorel
- 1936 : Faisons un rêve, de Sacha Guitry
- 1937 : Le Choc en retour, de Georges Monca y Maurice Kéroul
- 1937 : Boulot aviateur, de Maurice de Canonge
- 1937 : Drôle de drame, de Marcel Carné
- 1937 : La Bataille silencieuse, de Pierre Billon
- 1937 : Naples au baiser de feu, de Augusto Genina
- 1938 : Le Ruisseau, de Claude Autant-Lara
- 1938 : Mirages, de Alexandre Ryder
- 1938 : Les Nouveaux Riches, de André Berthomieu
- 1938 : Les Disparus de Saint-Agil, de Christian-Jaque
- 1938 : La Chaleur du sein, de Jean Boyer
- 1938 : Belle Étoile, de Jacques de Baroncelli
- 1938 : Le Règne de l'esprit malin, de Max Haufler
- 1938 : Le Quai des brumes, de Marcel Carné
- 1939 : Eusèbe député, de André Berthomieu
- 1939 : Noix de coco, de Jean Boyer
- 1939 : Les Musiciens du ciel, de Georges Lacombe
- 1939 : Fric-Frac, de Maurice Lehmann
- 1939 : Derrière la façade, de Georges Lacombe y Yves Mirande
- 1939 : Le dernier tournant, de Pierre Chenal
- 1939 : Cavalcade d'amour, de Raymond Bernard
- 1939 : La Fin du jour, de Julien Duvivier
- 1939 : Circonstances atténuantes de Jean Boyer
- 1939 : Paris-New York, de Yves Mirande y Claude Heymann
- 1940 : La Comédie du bonheur, de Marcel L'Herbier
- 1941 : Tosca, de Carl Koch
- 1941 : Il ré se diverte, de Mario Bonnard
- 1942 : Una signora dell'Ovest, de Carl Koch
- 1943 : Vautrin, de Pierre Billon
- 1943 : Au Bonheur des Dames, de André Cayatte
- 1945 : Un ami viendra ce soir, de Raymond Bernard
- 1946 : La Taverne du poisson couronné, de René Chanas
- 1946 : Panique, de Julien Duvivier
- 1947 : Non coupable, de Henri Decoin
- 1947 : La Carcasse et le Tord-cou, de René Chanas
- 1947 : Les Amants du pont Saint-Jean, de Henri Decoin
- 1949 : Fabiola, de Alessandro Blasetti
- 1950 : La Beauté du diable, de René Clair
- 1950 : Le due vérita, de Antonio Leonviola
- 1951 : La Poison, de Sacha Guitry
- 1951 : Vedettes sans maquillage, de Jacques Guillon
- 1951 : La Cité du midi, de Jacques Baratier
- 1952 : Le Marchand de Venise, de Pierre Billon
- 1952 : Hôtel des Invalides, de Georges Franju
- 1952 : Monsieur Taxi, de André Hunebelle
- 1952 : La Fille au fouet, de Jean Dréville
- 1952 : Brelan d'as, de Henri Verneuil, sketch Les témoignages d'un enfant de chœur
- 1952 : Le Rideau rouge, de André Barsacq
- 1952 : La Vie d'un honnête homme, de Sacha Guitry
- 1952 : Le Chemin de Damas, de Max Glass
- 1952 : Femmes de Paris, de Jean Boyer
- 1953 : L'Étrange Désir de monsieur Bard, de Géza von Radványi
- 1953 : Saadia, de Albert Lewin
- 1953 : Par ordre du tsar, de André Haguet
- 1953 : Étoiles au soleil, de Jacques Guillon
- 1953 : Tempi nostri, de Alessandro Blasetti, sketch La confession
- 1955 : L'Impossible Monsieur Pipelet, de André Hunebelle
- 1955 : Les Mémoires d'un flic, de Pierre Foucaud
- 1956 : La Joyeuse Prison, de André Berthomieu
- 1957 : Les Trois font la paire, de Sacha Guitry
- 1957 : Un certain monsieur Jo, de René Jolivet
- 1958 : El cebo, de Ladislao Vajda
- 1959 : Georges Simenon, de Jean-François Hauduroy
- 1959 : Nackte und der satan, de Victor Trivas
- 1959 : Mon ami Lazlo, de François Raymond
- 1959 : Austerlitz, de Abel Gance
- 1960 : Pierrot la tendresse, de François Villiers
- 1960 : Candide ou l'Optimisme au XXe siècle, de Norbert Carbonnaux
- 1961 : Chasse aux vedettes, de Camille Chatelot
- 1962 : Le Diable et les Dix Commandements, de Julien Duvivier
- 1962 : Le Bateau d'Émile, de Denys de La Patellière
- 1962 : Cyrano et d'Artagnan, de Abel Gance
- 1962 : L'Échiquier de Dieu,[7] de Christian-Jaque
- 1962 : Pourquoi Paris?, de Denys de La Patellière
- 1963 : Mondo di notte numero 3, de Gianni Proia
- 1964 : El tren, de John Frankenheimer y Bernard Farrel
- 1964 : Steinlein, de Alain Saury
- 1964 : Michel Simon, de Ole Roos
- 1965 : Ecce Homo, de Alain Saury
- 1965 : Deux heures à tuer, de Ivan Govar
- 1966 : Le Vieil Homme et l'Enfant, de Claude Berri
- 1967 : Ce sacré grand-père, de Jacques Poitrenaud
- 1970 : La Maison, de Gérard Brach
- 1970 : Contestazione generale, de Luigi Zampa, sketch Concerto pour trois flutes
- 1971 : Blanche, de Walerian Borowczyk
- 1972 : La più bella serata della mia vita, de Ettore Scola
- 1973 : Le Boucher, la Star et l'Orpheline, de Jérôme Savary
- 1975 : L'Ibis rouge, de Jean-Pierre Mocky

### Televisión
- 1960 : Boubouroche, de Stellio Lorenzi
- 1964 : Cinéastes de notre temps: Jean Vigo, de Jacques Rozier
- 1965 : Six comédiens sans personnage, de Jean-Émile Jeannesson
- 1965 : Cinéastes de notre temps: Sacha Guitry
- 1966 : La nuit écoute, de Claude Santelli
- 1966 : Cinéastes de notre temps: Portrait de Michel Simon par Jean Renoir, de Jacques Rivette
- 1968 : Du vent dans les branches de Sassafras, de Jacques Duhen
- 1969 : Cinéastes de notre temps: René Clair
- 1973 : Bienvenu à Michel Simon, de Jacques Audoir
- 1974 : Histoire du cinéma français par ceux qui l'on fait, de Armand Panigel
- 1995 : Michel Simon, documental de Moïse Maatouk

## Premios y distinciones
Festival Internacional de Cine de Berlín
| Año  | Categoría                   | Película           | Resultado |
| ---- | --------------------------- | ------------------ | --------- |
| 1967 | Oso de Plata al mejor actor | El viejo y el niño | Ganador   |